# Liste Münchner Nobelpreisträger
Diese Seite gibt einen Überblick über die Nobelpreisträger, die im Stadtgebiet von München geboren wurden und/oder dort geforscht oder irgendeinen Bezug zu München hatten.

## Münchner Nobelpreisträger
| Nobelpreisträger                   | Kategorie | Jahr | Gewürdigte Leistung | Uni         | Bezug zu München | Bild           |
| ---------------------------------- | --------- | ---- | --- | ----------- | --- | -------------- |
| Wilhelm Conrad Röntgen (1845–1923) | Physik    | 1901 | war 1901 der erste Wissenschaftler, der den Nobelpreis für Physik erhielt. Röntgen bekam den Preis vor allem für seine Forschung zu den nach ihm benannten X-Strahlen, die er 1895 während seiner Tätigkeit an der Universität Würzburg entdeckte. Wilhelm Conrad Röntgen war von 1900 bis 1920 Professor an der Ludwig-Maximilians-Universität und wurde 1920 emeritiert. | LMU         | Vom 1. April 1900 an war Röntgen an der Universität München als Professor tätig, wo er auch starb | weitere Bilder |
| Adolf von Baeyer (1835–1917)       | Chemie    | 1905 | wurde mit dem Nobelpreis für Chemie 1905 vor allem für die Synthese des Indigo sowie der Triphenylmethan-Farbstoffe ausgezeichnet. Nach dem Tod Justus von Liebigs wurde er 1873 an die Ludwig-Maximilians-Universität berufen, wo er ein angesehenes chemisches Laboratorium aufbaute und bis zu seiner Emeritierung wirkte. | LMU         | ab 1875 in München als Nachfolger von Justus von Liebig. | weitere Bilder |
| Paul Heyse (1830–1914)             | Literatur | 1910 | wurde er als erster deutscher Autor belletristischer Werke mit dem Nobelpreis für Literatur ausgezeichnet. | LMU         | erhielt 1854 eine Professur in romanischer Philologie in München und verstarb ebenda | weitere Bilder |
| Wilhelm Wien (1864–1928)           | Physik    | 1911 | für seine Forschungen zu den Gesetzmäßigkeiten der Wärmestrahlung. Den Nobelpreis erhielt Wien während seiner Tätigkeit an der Universität Würzburg. Im Jahr 1920 wechselte er nach München an die Ludwig-Maximilians-Universität, wo er, wie bereits in Würzburg, die Nachfolge von Wilhelm Conrad Röntgen übernahm. Wilhelm Wien war von 1925 bis 1926 Rektor der LMU. | LMU         | Ende 1919 ging Wien an die Ludwig-Maximilians-Universität München, um die Nachfolge Röntgens anzutreten | weitere Bilder |
| Max von Laue (1879–1960)           | Physik    | 1914 | entdeckte während seiner Zeit an der Universität Frankfurt am Main die Beugung von Röntgenstrahlen an Kristallen. Damit konnte er sowohl den Wellencharakter dieser Strahlung als auch die Struktur der Kristalle nachweisen. 1909 war er als Privatdozent an die Ludwig-Maximilians-Universität gekommen, wo er Vorlesungen zur Optik, Thermodynamik und Relativitätstheorie hielt. | LMU         | Nach dem Studium in Straßburg, Göttingen, München und Berlin kam er 1909 als Privatdozent an das Institut für Theoretische Physik der LMU | weitere Bilder |
| Richard Willstätter (1872–1942)    | Chemie    | 1915 | wurde er für seine Untersuchungen der Farbstoffe im Pflanzenreich geehrt, insbesondere des Chlorophylls. Willstätter trat 1925 als Ordinarius zurück, da seiner Meinung nach der Antisemitismus bei den Berufungen überhandnahm. Er forschte zwar in München weiter, verließ die Stadt jedoch 1939 in Richtung Schweiz aufgrund der verschärften Verfolgung von Juden. | LMU         | Nach dem Abitur studierte er Chemie in München bei Adolf von Baeyer | weitere Bilder |
| Ludwig Quidde (1858–1941)          | Frieden   | 1927 | seine Leistungen als treibende Kraft in der deutschen Friedensbewegung. Für die Ziele und die Organisation des Pazifismus engagierte er sich etwa als langjähriger Vorsitzender der Deutschen Friedensgesellschaft (DFG). |             | er kehrte 1892 nach München zurück und wurde in die Historische Klasse der Bayerischen Akademie der Wissenschaften aufgenommen. Hier organisierte er mit Hilfe der DZG 1893 auch den Ersten Deutschen Historikertag. | weitere Bilder |
| Heinrich Otto Wieland (1877–1957)  | Chemie    | 1927 | für seine Forschungen über die Zusammensetzung der Gallensäure und verwandter Substanzen. Da er als kriegswichtig eingestufte Forschung betrieb, liefen während der NS-Diktatur nicht nur mehrere Denunziationsversuche gegen ihn ins Leere; er konnte zudem mehrere sogenannte „Halbjuden“ als Gäste in seinen Arbeitskreis aufnehmen und so der Verfolgung durch die staatlichen Organe entziehen. | LMU         | Nachfolger Willstätters am Chemischen Institut der LMU. | weitere Bilder |
| Thomas Mann (1875–1955)            | Literatur | 1929 | wurde für seinen ersten Roman „Buddenbrooks“ ausgezeichnet |             | 1894 verließ er als Obersekundaner vorzeitig das Katharineum zu Lübeck und ging nach München, wohin die Mutter schon ein Jahr zuvor mit den Geschwistern gezogen war. | weitere Bilder |
| Hans Fischer (1881–1945)           | Chemie    | 1930 | für seine Arbeiten „über den strukturellen Aufbau der Blut- und Pflanzenfarbstoffe und für die Synthese des Hämins“ | TUM         | Das Chemiestudium schloss er 1904 mit einer Promotion ab. Es folgte bis 1908 ein Medizinstudium in München, 1908 wurde Fischer in Medizin promoviert | weitere Bilder |
| Werner Heisenberg (1901–1976)      | Physik    | 1932 | erhielt bereits mit 31 Jahren den Nobelpreis für Physik „für die Begründung der Quantenmechanik, deren Anwendung – unter anderem – zur Entdeckung der allotropen Formen des Wasserstoffs geführt hat“, so die Laudatio. Heisenberg formulierte die nach ihm benannte Unschärferelation bzw. Unbestimmtheitsrelation. | LMU         | Studium der Physik in München unter Arnold Sommerfeld. Von 1958 bis 1970 war er Direktor des Max-Planck-Instituts für Physik (heute auch Werner-Heisenberg-Institut genannt) in München. Heisenberg starb 1976 in München und wurde auf dem Waldfriedhof in München/Alter Teil beigesetzt. | weitere Bilder |
| Adolf Butenandt (1903–1995)        | Chemie    | 1939 | für seine Forschungen auf dem Gebiet der Sexualhormone den Nobelpreis für Chemie. Er teilte sich die Auszeichnung mit dem an der ETH Zürich forschenden Leopold Ruzicka. Butenandt wurde bereits 1952 an das Institut für Physiologische Medizin der LMU berufen. Von 1955 bis zu seinem Amtsantritt als Präsident der Max-Planck-Gesellschaft im Jahr 1960 war Butenandt in Personalunion Vorstand des Institutes für Physiologische Chemie der LMU und Direktor des Max-Planck-Institutes für Biochemie. | LMU und MPI | 1985: Ehrenbürger der Stadt München, wo er 1995 starb | weitere Bilder |
| Rudolf Mößbauer (1929–2011)        | Physik    | 1961 | „für seine Untersuchungen zur Resonanzabsorption von Gammastrahlung und die in diesem Zusammenhang gemachte Entdeckung des nach ihm benannten Effektes“ (zusammen mit Robert Hofstadter) | TUM         | Abitur an der Oberrealschule München-Pasing, Promotion bei Professor Heinz Maier-Leibnitz, TUM. Ab 1964 arbeitete er wieder an der TU München, die den ehemaligen Ordinarius für Experimentalphysik 2004 mit dem Goldenen Ehrenring der Universität auszeichnete. | weitere Bilder |
| Feodor Lynen (1911–1979)           | Medizin   | 1964 | für seine Arbeiten über den Mechanismus und die Regulierung des Cholesterin- und Fettsäurestoffwechsels zusammen mit Konrad Emil Bloch | LMU         | Zwischen 1930 und 1934 studierte Lynen Chemie an der Universität München, arbeitete nach der Promotion 1937–42 als Stipendiat der Notgemeinschaft der deutschen Wissenschaft im Chemischen Laboratorium der Bayerischen Akademie der Wissenschaften und habilitierte sich 1941. Er war in München geboren und starb auch dort. | weitere Bilder |
| Konrad Emil Bloch (1912–2000)      | Medizin   | 1964 | für Physiologie oder Medizin (zusammen mit Professor Feodor Lynen) „for their discoveries concerning the mechanism and regulation of the cholesterol and fatty acid metabolism“ | TUM         | er begann 1930 mit dem Studium der Chemie an der Technischen Hochschule München, wo er sich bald der organischen Chemie zuwandte | weitere Bilder |
| Ernst Otto Fischer (1918–2007)     | Chemie    | 1973 | 1973 (zusammen mit Professor Geoffrey Wilkinson) „for their pioneering work, performed independently, on the chemistry of the organometallic, so called sandwich compounds“ | LMU und TUM | in München geboren und auch dort gestorben. 1937 absolvierte er das Abitur am Theresien-Gymnasium München. 1957 wurde Fischer Extraordinarius an der Ludwig-Maximilians-Universität München (LMU). Nach Ablehnung eines Rufs an die Universität Jena auf die Nachfolge von Franz Hein wurde er persönlicher Ordinarius an der LMU. 1964 folgte er seinem Lehrer Walter Hieber an der Technischen Hochschule (ab 1970 Technischen Universität) München auf dem Lehrstuhl für Anorganische Chemie nach, den er bis zu seiner Emeritierung 1985 innehatte. | weitere Bilder |
| Karl von Frisch (1886–1982)        | Medizin   | 1973 | erhielt gemeinsam mit Konrad Lorenz und Nikolaas Tinbergen den Nobelpreis für Physiologie oder Medizin. Mit der Auszeichnung wurden „ihre Entdeckungen zur Organisation und Auslösung von individuellen und sozialen Verhaltensmustern“ gewürdigt. | LMU         | 1982 in München gestorben. 1910 ging er als Assistent ans Zoologische Institut der Universität München zu Richard von Hertwig, wo er 1912 Privatdozent für Zoologie und vergleichende Anatomie wurde. | weitere Bilder |
| Klaus von Klitzing (* 1943)        | Physik    | 1985 | für seine Entdeckung des Quanten-Hall-Effektes | TUM         | 1980 berief die Technische Universität München Klitzing auf eine Professur für Festkörperphysik | weitere Bilder |
| Ernst Ruska (1906–1988)            | Physik    | 1986 | „for his fundamental work in electron optics, and for the design of the first electron microscope“ | TUM         | studierte ab 1925 Elektrotechnik an der TU München | weitere Bilder |
| Karl Alexander Müller (1927–2023)  | Physik    | 1987 | zusammen mit Georg Bednorz „für ihre bahnbrechende Entdeckung von Supraleitung in keramischen Materialien“. | TUM         | Ehrendoktor der Technischen Universität München | weitere Bilder |
| Robert Huber (* 1937)              | Chemie    | 1988 | (zusammen mit Professor Johann Deisenhofer und Professor Hartmut Michel) „for the determination of the three-dimensional structure of a photosynthetic reaction centre“ | TUM         | In München geboren, studierte, promovierte und habilitierte er im Fach Chemie an der TU München. Von 1971 bis März 2005 war er Direktor am Max-Planck-Institut für Biochemie in Martinsried bei München. Seit 1976 ist er auch außerplanmäßiger Professor an der TU München. | weitere Bilder |
| Johann Deisenhofer (* 1943)        | Chemie    | 1988 | (zusammen mit Professor Robert Huber und Professor Hartmut Michel) „for the determination of the three-dimensional structure of a photosynthetic reaction centre“ | TUM         | 1965 nahm er das Studium der Physik an der Technischen Universität München auf. | weitere Bilder |
| Wolfgang Paul (1913–1993)          | Physik    | 1989 | (zusammen mit Professor Hans G. Dehmelt) „for the development of the ion trap technique“ | TUM         | Stephan Paul ist Lehrstuhlinhaber für Experimentalphysik an der TU München | weitere Bilder |
| Erwin Neher (* 1944)               | Medizin   | 1991 | für Physiologie oder Medizin 1991 (zusammen mit Bert Sakmann) „for their discoveries concerning the function of single ion channels in cells“ | TUM         | Er studierte ab 1963 Physik an der TU München. Am Max-Planck-Institut für Psychiatrie in München promovierte er 1970 bei Hans Dieter Lux (1924–1994) | weitere Bilder |
| Wolfgang Ketterle (* 1957)         | Physik    | 2001 | wurde gemeinsam mit Eric Allin Cornell und Carl Edwin Wieman ausgezeichnet „für die Erzeugung der Bose-Einstein-Kondensation in verdünnten Gasen aus Alkaliatomen und für frühe grundsätzliche Studien über die Eigenschaften der Kondensate“. | LMU und TUM | Nach dem Vordiplom wechselte er an die Technische Universität München. Er schlug die Richtung der Theoretischen Physik ein und diplomierte 1982 über die Spin-Relaxation von ungeordneten Materialien, anschließend wechselte er an das Max-Planck-Institut für Quantenoptik in Garching und die Ludwig-Maximilians-Universität in München zu Herbert Walther | weitere Bilder |
| Theodor Hänsch (* 1941)            | Physik    | 2005 | (zusammen mit John L. Hall) für seinen Beitrag zur Entwicklung der laserbasierten Präzisionsspektroskopie, mit deren Hilfe die Farbe des Lichts von Atomen und Molekülen extrem genau bestimmt werden kann. | LMU         | 1986 wurde Hänsch Direktor und wissenschaftliches Mitglied am Max-Planck-Institut für Quantenoptik und Professor an der Ludwig-Maximilians-Universität in München. | weitere Bilder |
| Gerhard Ertl (* 1936)              | Chemie    | 2007 | für seine „Studien von chemischen Prozessen auf Festkörperoberflächen“ | LMU         | 1958–59 Studium an der Ludwig-Maximilians-Universität in München. 1962 ging Gerhard Ertl mit Heinz Gerischer nach München, der dort eine Professur an der Technischen Universität angenommen hatte, und arbeitete bei diesem bis 1965. Von 1973 bis 1986 forschte und lehrte Ertl an der LMU als Professor für Physikalische Chemie und erzielte in dieser Zeit wichtige Ergebnisse seiner mit dem Nobelpreis gewürdigten Forschung. | weitere Bilder |
| Reinhard Genzel (* 1952)           | Physik    | 2020 | zusammen mit Roger Penrose und Andrea Ghez Für ihre Forschungen an Schwarzen Löchern. | LMU         | Direktor des Max-Planck-Instituts für extraterrestrische Physik in Garching bei München und Honorarprofessor an der Ludwig-Maximilians-Universität München | weitere Bilder |
| Ferenc Krausz (* 1962)             | Physik    | 2023 | zusammen mit Pierre Agostini und Anne L’Huillier für ihre Leistungen zur Begründung der Attosekundenphysik | LMU         | Inhaber des Lehrstuhls für Experimentalphysik / Laserphysik an der LMU und Direktor am Max-Planck-Institut für Quantenoptik in Garching | weitere Bilder |